# San Vicente (Irapuato)
San Vicente es una localidad del estado mexicano de Guanajuato. Es parte del municipio de Irapuato.

## Toponimia
El nombre de la población hace referencia al santo patrono de la localidad: Vicente Ferrer.

## Demografía
| Gráfica de evolución demográfica |
|                                  |

| Censo | Población |
| ----- | --------- |
| 1900  | 572       |
| 1910  | 446       |
| 1921  | 244       |
| 1930  | 305       |
| 1940  | 255       |
| 1950  | 339       |
| 1960  | 431       |
| 1970  | 419       |
| 1980  | 946       |
| 1990  | 1 081     |
| 2000  | 1 272     |
| 2010  | 1 673     |
| 2020  | 1 982     |